# Ніклас Фюллькруг
Ніклас Фюллькруг (нім. Niclas Füllkrug, 9 лютого 1993, Ганновер) — німецький футболіст, нападник англійського клубу «Вест Гем Юнайтед» та збірної Німеччини.

## Клубна кар'єра
Вихованець юнацьких команд «Ріклінген» та «Спортфунде Ріклінген». З 2006 року в системі бременського «Вердера». З 2011 по 2014 виступав за другу команду «Вердера», а з 2012 по 2014 відіграв 23 гри і за основну команду.
24 серпня 2013 Нікласа віддали в оренду терміном на один рік до клубу «Гройтер Фюрт». 2 листопада 2013, Фюллькруг відзначився хет-триком у переможному матчі 6–2 проти «Ерцгебірге Ауе».
У 2014 Ніклас уклав контракт з клубом «Нюрнберг» терміном на три роки. «Вердер» отримав можливість переписати його з фіксованою платою.
У липні 2016 Фюллькруг підписав чотирирічну угоду з клубом «Ганновер 96».
Ніклас відіграв без голів перші вісім матчів, а 13 січня 2018 відзначився хет-триком у грі проти «Майнц 05». За підсумками першого сезону в його активі було 14 забитих голів.
31 серпня 2018 сторони погодились на продовження контракту до 2022 року. 30 вересня 2018, нападник отримав травму в матчі проти «Айнтрахту» але вже вийшов на поле в наступній грі. Згодом він через травму пропустив кілька матчів і приступив до тренувань 20 листопада. У другій половині сезону через травму Ніклас пропустив решту чемпіонату.
У квітні 2019 Фюллькруг повернувся до лав бременського клубу «Вердер». 26 вересня 2020 року відзначився другим хет-триком в переможній грі 3–1 проти Шальке 04. За підсумками сезону 2022–23 разом із Крістофером Нкунку стали найкращими бомбардирами Бундесліги маючи в активі по 16 м'ячів.
31 серпня 2023 року підписав трирічний контракт з клубом «Боруссія» (Дортмунд).
5 серпня 2024 року Фюллькруг перейшов до внглійського клубу «Вест Гем Юнайтед», уклавши з клубом угоду на чотири роки.

## Виступи за збірні
2010 року дебютував у складі юнацької збірної Німеччини, взяв участь у 17 іграх на юнацькому рівні, відзначившись 8 забитими голами.
16 листопада 2022 року у віці 29-ти років дебютував за національну збірну Німеччини у товариській грі проти Оману (1:0) і відразу ж відзначився забитим м'ячем.

## Статистика виступів
Станом на 31 травня 2024 року
| Сезон                   | Команда                 | Чемпіонат               | Чемпіонат | Чемпіонат | Національний кубок | Національний кубок | Національний кубок | Континентальні кубки | Континентальні кубки | Континентальні кубки | Інші змагання | Інші змагання | Інші змагання | Усього | Усього |
| Сезон                   | Команда                 | Ліга                    | Ігор      | Голів     | Ліга               | Ігор               | Голів              | Ліга                 | Ігор                 | Голів                | Ліга          | Ігор          | Голів         | Ігор   | Голів  |
| ----------------------- | ----------------------- | ----------------------- | --------- | --------- | ------------------ | ------------------ | ------------------ | -------------------- | -------------------- | -------------------- | ------------- | ------------- | ------------- | ------ | ------ |
| 2011–12                 | «Вердер II»             | 3Л                      | 22        | 5         | -                  | -                  | -                  | -                    | -                    | -                    | -             | -             | -             | 22     | 5      |
| 2012–13                 | «Вердер II»             | РПЛ                     | 4         | 5         | -                  | -                  | -                  | -                    | -                    | -                    | -             | -             | -             | 4      | 5      |
| Усього за «Вердер II»   | Усього за «Вердер II»   | Усього за «Вердер II»   | 26        | 10        |                    | -                  | -                  |                      | -                    | -                    |               | -             | -             | 26     | 10     |
| 2011–12                 | «Вердер»                | БЛ                      | 11        | 1         | КН                 | 0                  | 0                  | -                    | -                    | -                    | -             | -             | -             | 11     | 1      |
| 2012–13                 | «Вердер»                | БЛ                      | 12        | 1         | КН                 | 1                  | 1                  | -                    | -                    | -                    | -             | -             | -             | 13     | 2      |
| 2013–14                 | «Вердер»                | БЛ                      | 0         | 0         | КН                 | 1                  | 0                  | -                    | -                    | -                    | -             | -             | -             | 1      | 0      |
| 2013–14                 | «Гройтер Фюрт»          | ДБЛ                     | 21+2      | 6         | КН                 | 1                  | 0                  | -                    | -                    | -                    | -             | -             | -             | 24     | 6      |
| 2014–15                 | «Нюрнберг»              | ДБЛ                     | 24        | 3         | КН                 | 1                  | 0                  | -                    | -                    | -                    | -             | -             | -             | 25     | 3      |
| 2015–16                 | «Нюрнберг»              | ДБЛ                     | 30+2      | 14        | КН                 | 2                  | 1                  | -                    | -                    | -                    | -             | -             | -             | 34     | 15     |
| Усього за «Нюрнберг»    | Усього за «Нюрнберг»    | Усього за «Нюрнберг»    | 56        | 17        |                    | 3                  | 1                  |                      | -                    | -                    |               | -             | -             | 59     | 18     |
| 2016–17                 | «Ганновер 96»           | ДБЛ                     | 27        | 5         | КН                 | 2                  | 0                  | -                    | -                    | -                    | -             | -             | -             | 29     | 5      |
| 2017–18                 | «Ганновер 96»           | БЛ                      | 34        | 14        | КН                 | 2                  | 2                  | -                    | -                    | -                    | -             | -             | -             | 36     | 16     |
| 2018–19                 | «Ганновер 96»           | БЛ                      | 14        | 2         | КН                 | 1                  | 1                  | -                    | -                    | -                    | -             | -             | -             | 15     | 3      |
| Усього за «Ганновер 96» | Усього за «Ганновер 96» | Усього за «Ганновер 96» | 75        | 21        |                    | 5                  | 3                  |                      | -                    | -                    |               | -             | -             | 80     | 24     |
| 2019–20                 | «Вердер»                | БЛ                      | 8+2       | 4         | КН                 | 1                  | 0                  | -                    | -                    | -                    | -             | -             | -             | 11     | 4      |
| 2020–21                 | «Вердер»                | БЛ                      | 19        | 6         | КН                 | 2                  | 0                  | -                    | -                    | -                    | -             | -             | -             | 21     | 6      |
| 2021–22                 | «Вердер»                | ДБЛ                     | 33        | 19        | КН                 | 1                  | 0                  | -                    | -                    | -                    | -             | -             | -             | 34     | 19     |
| 2022–23                 | «Вердер»                | БЛ                      | 28        | 16        | КН                 | 2                  | 0                  | -                    | -                    | -                    | -             | -             | -             | 30     | 16     |
| 2023-24                 | «Вердер»                | БЛ                      | 2         | 0         | КН                 | 1                  | 1                  | -                    | -                    | -                    | -             | -             | -             | 3      | 1      |
| Усього за «Вердер»      | Усього за «Вердер»      | Усього за «Вердер»      | 115       | 47        |                    | 9                  | 2                  |                      | -                    | -                    |               | -             | -             | 124    | 49     |
| 2023-24                 | «Боруссія» (Дортмунд)   | БЛ                      | 29        | 12        | КН                 | 1                  | 0                  | ЛЧ                   | 13                   | 3                    | -             | -             | -             | 43     | 15     |
| Усього за кар'єру       | Усього за кар'єру       | Усього за кар'єру       | 324       | 113       |                    | 19                 | 6                  |                      | 13                   | 3                    |               | -             | -             | 356    | 122    |

### Статистика виступів за збірну
| Дата       | Місто              | Господарі  | Результат  | Гості      | Турнір                                    | Голи | Примітки |
| ---------- | ------------------ | ---------- | ---------- | ---------- | ----------------------------------------- | ---- | -------- |
| 16-11-2022 | Маскат             | Оман       | 0 – 1      | Німеччина  | товариський матч                          | 1    | 46'      |
| 23-11-2022 | Ер-Раян            | Німеччина  | 1 – 2      | Японія     | ЧС 2022 - груповий етап                   | -    | 79'      |
| 27-11-2022 | Ель-Хаур           | Іспанія    | 1 – 1      | Німеччина  | ЧС 2022 - груповий етап                   | 1    | 70'      |
| 1-12-2022  | Ель-Хаур           | Коста-Рика | 2 – 4      | Німеччина  | ЧС 2022 - груповий етап                   | 1    | 55'      |
| 25-3-2023  | Майнц              | Німеччина  | 2 – 0      | Перу       | товариський матч                          | 2    | 75'      |
| 29-3-2023  | Кельн              | Німеччина  | 2 – 3      | Бельгія    | товариський матч                          | 1    | 80'      |
| 12-6-2023  | Бремен             | Німеччина  | 3 – 3      | Україна    | товариський матч                          | 1    | 46'      |
| 16-6-2023  | Варшава            | Польща     | 1 – 0      | Німеччина  | товариський матч                          | -    | 68'      |
| 20-6-2023  | Гельзенкірхен      | Німеччина  | 0 – 2      | Колумбія   | товариський матч                          | -    | 66'      |
| 14-10-2023 | Іст-Гартфорд       | США        | 1 – 3      | Німеччина  | товариський матч                          | 1    | 80'      |
| 18-10-2023 | Філадельфія        | Мексика    | 2 – 2      | Німеччина  | товариський матч                          | 1    | 46'      |
| 18-11-2023 | Берлін             | Німеччина  | 2 – 3      | Туреччина  | товариський матч                          | 1    |          |
| 21-11-2023 | Відень             | Австрія    | 2 – 0      | Німеччина  | товариський матч                          | -    | 46'      |
| 23-3-2024  | Десін-Шарп'є       | Франція    | 0 – 2      | Німеччина  | товариський матч                          | -    | 80'      |
| 26-3-2024  | Франкфурт-на-Майні | Німеччина  | 2 – 1      | Нідерланди | товариський матч                          | 1    | 73'      |
| 7-6-2024   | Менхенгладбах      | Німеччина  | 2 – 1      | Греція     | товариський матч                          | -    | 68'      |
| 14-6-2024  | Мюнхен             | Німеччина  | 5 – 1      | Шотландія  | ЧЄ 2024 - груповий етап                   | 1    | 63'      |
| 19-6-2024  | Штутгарт           | Німеччина  | 2 – 0      | Угорщина   | ЧЄ 2024 - груповий етап                   | -    | 58'      |
| 23-6-2024  | Франкфурт-на-Майні | Швейцарія  | 1 – 1      | Німеччина  | ЧЄ 2024 - груповий етап                   | 1    | 76'      |
| 29-6-2024  | Дортмунд           | Німеччина  | 2 – 0      | Данія      | ЧЄ 2024 - 1/8 фіналу                      | -    | 64'      |
| 5-7-2024   | Штутгарт           | Іспанія    | 2 – 1 д.ч. | Німеччина  | ЧЄ 2024 - Чвертьфінал                     | -    | 57'      |
| 7-9-2024   | Дюссельдорф        | Німеччина  | 5 – 0      | Угорщина   | Ліга націй УЄФА 2024-2025 - груповий етап | 1    | 60'      |
| Усього     |                    | Матчів     | 22         |            | Голів                                     | 14   |          |

## Титули і досягнення

### Індивідуальні
- Найкращий бомбардир першої німецької бундесліги: 2022–23 — 16 голів.[18]